# マイケル・スティール (ミュージシャン)
マイケル・スティール（Michael Steele、本名スーザン・トーマス、1955年6月2日 - ）は、アメリカ合衆国出身の女性シンガーソングライター、ベーシスト。ガールズバンド バングルスの元メンバー。
※本名にナンシー（Nancy）やニコルソン（Nicholson）というミドルネームが入って紹介されている記事もある。

## 略歴
1975年、後にメジャーデビューするガールズバンド ザ・ランナウェイズの創立メンバーとして、ミッキー・スティール（Micki Steele）の名でごく初期に携わる。
※後に彼女が芸名として使うマイケル（Michael）は一般的には男性名であるが、ミッキー（Micki）は女性名のミカエラ（Michaela）の愛称として用いられる（男性名の場合は、Mick, Mike, Mikey等となる）。芸名を選んだ理由については、インタビューで質問されても明確に答えたことはない。
なお、当時のデモ音源が1991年に突如リリースされている。
ザ・ランナウェイズ脱退後は、ロサンゼルスのローカルバンド（Elton Duck, Slow Children, Toni & The Movers, Nadia Kapiche, Snakefinger, The Apaches of Paris等）を渡り歩く。
1983年、ガールズバンド バングルスのベーシスト アネット・ジリンカスの後任として加入し、1984年にファースト・アルバム『気分はモノクローム(All Over the Place)』でメジャーデビューする（バングルスはマイケル加入前の1982年にミニ・アルバムをリリースしている）。
1986年に発表されたセカンド・アルバム『シルバースクリーンの妖精(Different Light)』では、「エジプシャン(Walk Like an Egyptian)」(ヴィッキー ⇒ マイケル ⇒ スザンナと順に切り替わって歌う構成)、「9月の少女(September Gurls)」、「フォローイング(Following)」にてリードボーカルを披露している。
1988年に発表されたサード・アルバム『エヴリシング(Everything)』では、『愛しのガール(Complicated Girl)』、『Something(Something to Believe In)』、『憧れのglitter Years(Glitter Years)』にてリードボーカルを担当している。
ヒットを飛ばしていたバングルスだったが、1989年に解散した。
バングルスから離れた後は、ソロ活動を見据えての曲作りおよびレコーディングを行う（未発表）とともに、Crash WisdomやEyesoreといったバンドでの活動も並行して行った。
1999年にバングルスは再結成され、2003年に通算4枚目のフル・アルバム『ドール・レヴォリューション(Doll Revolution)』を発表する。収録曲の『ニッケル・ロミオ(Nickel Romeo)』、『ソング・フォー・ア・グッド・サン(Song for a Good Son)』、『ビトウィーン・ザ・トゥー(Between the Two)』にてリードボーカルを務めた。
2005年、バングルスから正式に脱退し、音楽業界から引退した。